# 송자 (1936년)
송자(宋梓, 1936년 12월 2일~2019년 8월 23일)는 대한민국의 교육인이다. 제12대 연세대학교 총장, 제5대 명지대학교 총장, 제41대 대한민국 교육부 장관을 역임했다. 본관은 은진(恩津). 연세대학교 총장 시절 대한민국 대학 최초로 학교발전기금을 도입하였다.

## 학력
- 1949년 진잠초등학교 졸업
- 1955년 대전고등학교 졸업
- 1959년 연세대학교 상학 학사
- 1967년 워싱턴 대학교 세인트루이스 경영대학원 경영학 석·박사

### 명예 박사 학위
- 1996년 고려대학교 명예 법학박사

## 경력
- 1967년 미국 코네티컷 대학교 경영대학원 부교수( ~ 1976년)
- 1976년 연세대학교 경영학과 교수( ~ 1996년)
- 1982년 한국경영학회 회장( ~ 1983년)
- 1987년 한국회계학회 회장( ~ 1988년)
- 1992년 연세대학교 총장( ~ 1996년)
- 1996년 재단법인 아시아연구기금 이사장( ~ 2004년)
- 1997년 자유기업원 이사장( ~ 2006년)
- 1997년 명지대학교 총장( ~ 2000년)
- 2000년 제41대 교육부 장관[1]
- 2003년 일신방직(주) 사외이사
- 2004년 대교 대표이사 회장( ~ 2007년)
- 2008년 명지학원 이사장
- 푸르니보육지원재단 이사장
- 안전생활실천시민연합 공동대표
- 세이프키즈코리아 공동대표
- 안전생활실천시민연합 명예대표